# خوزه لامار
خوزه دومینگو د لا مار کورتاسار  (12 مه 1776 ، 11 اکتبر 1830) یک رهبر نظامی و سیاستمدار پرویی بود که به عنوان سومین رئیس جمهور پرو از آوست ۱۸۲۷ تا ژانویه ۱۸۲۹ خدمت کرد .

## زندگینامه

### اوایل زندگی
لا مار در ۱۲ مه ۱۷۷۶ در کوئنکا ، جایی که امروزه اکوادور نامیده می‌شود، متولد شد .  او فرزند مارکوس د لا ماری میگورا (۱۷۳۶–۱۷۹۴) و همسرش جوزفا پائولا کورتازار لاواین (۱۷۴۸–۱۸۱۵) بود و دوران کودکی خود را در اسپانیا گذراند .

### دوران نظامی در اسپانیا، فرانسه و پرو (۱۷۹۴–۱۸۲۰)
لا مار با کمک عموی بانفوذش، به عنوان ستوان دوم هنگ ساووی وارد ارتش اسپانیا شد . در سال ۱۷۹۴، او در لشکرکشی روسیون علیه جمهوری فرانسه ، تحت فرماندهی کنت اتحادیه ، شرکت کرد و پس از آن به درجه سروانی ارتقا یافت (۱۷۹۵). سپس در عملیات نظامی مختلفی علیه فرانسه انقلابی شرکت کرد و با شروع جنگ ملی اسپانیا علیه تهاجم ناپلئون (۱۸۰۸)، سرهنگ دوم بود. او در دفاع از ساراگوسا تحت فرماندهی سرهنگ پالافوکس (۱۸۰۸-۱۸۰۹) شرکت کرد. او به شدت مجروح شد و اگرچه آن شهر سرانجام تسلیم شد، عنوان "قهرمان ملت" ( Benemérito de la Patria en grado heroico ) را به دست آورد و به درجه سرهنگی ارتقا یافت.
در سال ۱۸۱۲، او به رهبری ژنرال خواکین بلیک به جبهه والنسیا منتقل شد و ستونی متشکل از ۴۰۰۰ نارنجک‌انداز کهنه‌کار ("ستون لا مار") را اعزام کرد. دوباره زخمی شد و به بیمارستانی در تودلا منتقل شد، جایی که توسط فرانسوی‌ها اسیر شد. به محض بهبودی، او را به فرانسه بردند و در قلعه سمور-آن-اوکسوا (بورگوندی) محبوس کردند، جایی که او به مطالعه آثار کلاسیک فرهنگ فرانسه پرداخت. پس از مدتی، او موفق به فرار شد، به همراه سرتیپ خوان ماریا مونوز ای مانیتو، از سوئیس و سپس تیرول عبور کرد و به بندر تریسته، در دریای آدریاتیک رسید ، جایی که با کشتی به اسپانیا بازگشت.
در سال ۱۸۱۵، فردیناند هفتم او را به سرتیپ ارتقا داد، نشان صلیب سنت هرمنژیلدو را به او اعطا کرد و او را به عنوان بازرس معاون نایب‌السلطنه پرو با عنوان فرماندار کالائو منصوب کرد. او در سال ۱۸۱۶ به این شهر رسید . در سال ۱۸۱۹، به درجه ماریسکال د کامپو ارتقا یافت.

### جنگ استقلال (۱۸۲۱–۱۸۲۵)
در جبهه سلطنت‌طلبان
در روزهای اولیه جنگ استقلال پرو ، او به پادشاه وفادار ماند و از قلعه رئال فیلیپه در کالائو ، بندر اصلی نایب‌السلطنه ، برای سلطنت‌طلبان دفاع کرد. او حمله دریایی میهن‌پرستان به فرماندهی توماس کاکرین را در مارس ۱۸۱۹ و دوباره در سپتامبر ۱۸۱۹ و اکتبر ۱۸۲۰ دفع کرد.
در سال ۱۸۲۱، نیروهای شورشی به سمت لیما پیشروی کردند و نایب‌السلطنه خوزه د لا سرنا در ۶ ژوئن ۱۸۲۱ پایتخت را ترک کرد و د لا مار را با دستور صریح مقاومت و انتظار برای نیروهای کمکی تنها گذاشت. او با موفقیت تقریباً ۴ ماه در برابر تمام تلاش‌ها برای تصرف قلعه مقاومت کرد . یک ارتش امدادی سلطنت‌طلبان، به فرماندهی ژنرال خوزه کانتراک ، نتوانست محاصره را بشکند یا تدارکات و نیرو به داخل قلعه ارسال کند و به کوهستان عقب‌نشینی کرد. در ۱۹ سپتامبر، لا مار و پادگانش به دلیل کمبود تدارکات مجبور به تسلیم شدند. تنها دو روز بعد، لا مار سرانجام پای چپ خود را قطع کرد، زیرا در ابتدا از درمان انگشت قانقاریایی خود امتناع ورزیده بود . 
در جبهه شورشیان
پس از تسلیم باکیخانو در کالائو، لا مار به نیروهای شورشی پیوست. خوزه د سن مارتین به او عنوان "سرلشکر" اعطا کرد، عنوانی که او با اکراه پذیرفت. در مارس ۱۸۲۲، او به عنوان مارشال بزرگ پرو منصوب شد.
لا مار از 22 سپتامبر 1822 تا 27 فوریه 1823 به عنوان یکی از سه مرد در شورای عالی حکومت جمهوری پرو خدمت کرد. او تلاش‌های زیادی برای تأمین مالی یک لشکرکشی برای تصرف بنادر جنوبی پرو انجام داد. ارتشی به فرماندهی ژنرال رودسیندو آلوارادو به سمت جنوب حرکت کرد، اما در نبردهای توراتا و موکوگوا کاملاً شکست خورد . ژنرال سلطنت‌طلب خوزه کانتراک ، با دیدن شهر لیما بی‌دفاع، از کوه‌های مرکزی پایین آمد و پایتخت پرو را به راحتی اشغال کرد. شکست فاحش این لشکرکشی، اعتمادی را که سیاستمداران پرویی به لا مار داشتند، خدشه‌دار کرد. کنگره، با اصرار ارتش پرو، هیئت عالی دولت را منحل کرد و سه نفر را از تمام مسئولیت‌های سیاسی خود برکنار کرد.  لا مار از نوامبر 1823 تا دسامبر 1823 به عنوان رئیس کنگره خدمت کرد . 
لا مار با ورود سیمون بولیوار به پرو، که او را مأمور تشکیل و آموزش نیروهای جدید در تروخیو (۱۸۲۴) کرد، وظایف نظامی خود را از سر گرفت. بولیوار پس از انجام موفقیت‌آمیز این مأموریت، فرماندهی لشکر پرو از ارتش آزادی‌بخش را به لا مار سپرد.
بولیوار دستور حمله نهایی به نیروهای سلطنت‌طلب را داد و ارتش میهن‌پرستان را به کوه‌های پرو هدایت کرد. هر دو ارتش در دشت‌های جونین (6 اوت 1824) به هم رسیدند و لا مار نقش تعیین‌کننده‌ای در رهبری حمله‌ای داشت که در نبرد جونین به پیروزی طرف میهن‌پرست منجر شد . او همین نقش را در نبرد آیاکوچو (9 دسامبر 1924) ایفا کرد، زیرا دستورات او بود که شکست نهایی را به اسپانیایی‌ها و دستیابی به استقلال پرو تحمیل کرد.

### پرو مستقل
با برکناری نیروهای سلطنت‌طلب از نایب‌السلطنه سابق پرو، بولیوار شورای حکومتی (1825) را تشکیل داد که قرار بود در زمان سفر او به کلمبیا، جایگزین او در رهبری دولت شود. خوزه د لا مار به همراه خوزه فاستینو سانچز کاریون و هیپولیتو اونانوئه ، به عنوان یکی از سه مرد مسئول هدایت دولت منصوب شدند. لا مار تنها بین 5 ژانویه تا 25 فوریه 1826 رئیس هیئت مذکور بود، زیرا وضعیت سلامتی وخیم او مانع از ادامه فعالیت در جهت سیاست پرو شد. لا مار با مرخصی پزشکی، بلافاصله در جستجوی محیطی آرام و صلح‌آمیز به گوایاکیل بازنشسته شد.
لا مار از ۲۲ اوت ۱۸۲۷ تا ۷ ژوئن ۱۸۲۹ به عنوان رئیس جمهور قانونی جمهوری پرو بازگشت. در طول دو سالی که ریاست جمهوری او ادامه داشت، لا مار مجبور شد با چندین قیام، توطئه و دو درگیری مسلحانه روبرو شود: یکی با جمهوری جدید بولیوی و دیگری با کلمبیای بزرگ .
او پس از کمتر از دو سال، با کودتایی به رهبری ژنرال آگوستین گامارا از ریاست جمهوری پرو برکنار شد و در 11 اکتبر 1830 در تبعید اجباری در کاستاریکا درگذشت. 